# ارمنستان در المپیک زمستانی ۲۰۱۸
ارمنستان کاروان ورزشی را برای شرکت در بازی‌های المپیک زمستانی ۲۰۱۸ از تاریخ ۹ تا ۲۵ فوریه ۲۰۱۸ در پیونگ‌چانگ، کره جنوبی اعزام کرد. کاروان ورزشی این کشور، هفتمین حضور ارمنستان در بازی‌های المپیک زمستانی به عنوان یک کشور مستقل بود. گروه ورزشکاران نمایندهٔ ارمنستان شامل سه نفر می‌شد: دو نفر برای اسکی صحرانوردی و یک نفر برای اسکی آلپاین. بالاترین امتیاز تیم ارمنستان در هر ورزشی، کسب مقام چهل و دوم توسط آشوت کاراپتیان در رشته اسکی مارپیچ کوچک مردان بود.

## پیش‌زمینه
جمهوری نخست ارمنستان کشوری با عمر کوتاه بود و در هیچ رقابت المپیکی شرکت نکرد. به دنبال فروپاشی اتحاد جماهیر شوروی، ارمنستان در سال ۱۹۹۱ دوباره کشوری مستقل شد. در تاریخ ۳۱ دسامبر ۱۹۹۲، کمیته المپیک ارمنستان توسط کمیته بین‌المللی المپیک به رسمیت شناخته شد. نخستین رقابت المپیکی ارمنستان، شرکت در بازی‌های المپیک زمستانی ۱۹۹۴ در لیلهامر بود و از آن زمان هیئت‌های ارمنستانی به تمامی بازی‌های المپیک تابستانی و زمستانی اعزام شده‌اند. در حالی که ارمنستان برندهٔ مدال‌های سرشماری در بازی‌های المپیک تابستانی بوده است، تا پایان المپیک پیونگ‌چانگ مدالی در بازی‌های المپیک زمستانی کسب نکرد. گروه ورزشکاران نمایندهٔ ارمنستان شامل سه ورزشکار بود: دو نفر برای اسکی صحرانوردی و یک نفر برای اسکی آلپاین. سرگئی میکائیلیان، ورزشکار اسکی صحرانوردی، به عنوان پرچم‌دار هر دو مراسم افتتاحیه و اختتامیه برگزیده شد.

## اسکی آلپاین
آشوت کاراپتیان در زمان المپیک پیونگ‌چان ۱۸ سال سن داشت و نخستین حضور او در بازی‌های المپیک بود. پیش از مسابقه، او تنها اسکی خود را شکست و در فکر کناره‌گیری بود. کمیته المپیک ارمنستان برای او در پیونگ‌چان یک جفت اسکی نو در زمان نخستین رویداد او فرستاد. در ۲۲ فوریه ۲۰۱۸، کاراپتیان اسکی مارپیچ کوچک مردان را در مقام چهل و دوم به پایان رساند. او در مسابقهٔ نخستین جایگاه پنجاهم و در مسابقهٔ دوم جایگاه چهل و یکم را به دست آورد.
| ورزشکار        | رشته                   | مسابقهٔ ۱ | مسابقهٔ ۱ | مسابقهٔ ۲ | مسابقهٔ ۲ | مجموع   | مجموع |
| ورزشکار        | رشته                   | زمان     | رتبه     | زمان     | رتبه     | زمان    | رتبه  |
| -------------- | ---------------------- | -------- | -------- | -------- | -------- | ------- | ----- |
| آشوت کاراپتیان | اسکی مارپیچ کوچک مردان | ۱:۰۲٬۴۷  | ۵۰       | ۱:۰۵٬۶۱  | ۴۱       | ۲:۰۸٬۰۸ | ۴۲    |

## اسکی صحرانوردی
میکائیل میکائیلیان در زمان المپیک پیونگ‌چان ۱۸ ساله بود و نخستین حضور او در بازی‌های المپیک بود. در ۱۳ فوریه ۲۰۱۸، دور مقدماتی سرعتی مردان را با رتبهٔ ۷۲ به پایان رساند و به دور بعدی راه نیافتو در ۱۶ فوریه ۲۰۱۸، او در رقابت ۱۵ کیلومتری آزاد مردان شرکت کرد و از بین ۱۱۶ نفر، رتبهٔ ۸۳ را کسب کرد.
کاتیا گالستیان در زمان بازی‌های المپیک پیونگ‌چان ۲۵ سال داشت و دومین باری بود که پس از بازی‌های المپیک سوچی نمایندهٔ ارمنستان بود. گالستیان در رقابت ۱۰ کیلومتری آزاد زنان در ۱۵ فوریه ۲۰۱۸ شرکت کرد و با پایان رساندن رقابت در ۳۰ دقیقه و ۲۵ ثانیه، رتبهٔ ۷۲ از بین ۹۰ نفر را کسب کرد.
| ورزشکار            | رشته                  | نهایی   | نهایی   | نهایی |
| ورزشکار            | رشته                  | زمان    | کسری    | رتبه  |
| ------------------ | --------------------- | ------- | ------- | ----- |
| میکائیل میکائیلیان | ۱۵ کیلومتر آزاد مردان | ۳۹٫۰۱٫۴ | +۵:۱۷٫۵ | ۸۳    |
| کاتیا گالستیان     | ۱۰ کیلومتر آزاد زنان  | ۳۰٫۲۵٫۱ | +۵:۲۴٫۶ | ۷۲    |

| ورزشکار            | رشته           | صلاحیت  | صلاحیت | یک چهارم نهایی | یک چهارم نهایی | نیمه نهایی | نیمه نهایی | نهایی    | نهایی    |
| ورزشکار            | رشته           | زمان    | رتبه   | زمان           | رتبه           | زمان       | رتبه       | زمان     | رتبه     |
| ------------------ | -------------- | ------- | ------ | -------------- | -------------- | ---------- | ---------- | -------- | -------- |
| میکائیل میکائیلیان | دوی سرعت مردان | ۳:۳۷٫۴۰ | ۷۲     | راه‌نیافت       | راه‌نیافت       | راه‌نیافت   | راه‌نیافت   | راه‌نیافت | راه‌نیافت |